# Fanny Axelsson
Fanny Axelsson (12 marzo 1998) è un'ex sciatrice alpina svedese.

## Biografia
Attiva dal dicembre del 2014, in Coppa Europa la Axelsson ha esordito il 22 febbraio 2017 a Sarentino in supergigante (34ª), ha ottenuto il miglior piazzamento il 25 febbraio successivo nella medesima località in discesa libera (12ª) e ha preso per l'ultima volta il via il 3 dicembre 2019 a Funäsdalen in slalom speciale, senza completare la prova. Si è ritirata al termine di quella stessa stagione 2019-2020 e la sua ultima gara è stata la discesa libera dei Campionati svedesi juniores 2020, disputata a Duved l'11 marzo; non ha debuttato in Coppa del Mondo né preso parte a rassegne olimpiche o iridate.

## Palmarès

### Coppa Europa
- Miglior piazzamento in classifica generale: 130ª nel 2017

### Campionati svedesi
- 4 medaglie:
  - 4 bronzi (supergigante, combinata nel 2017; discesa libera nel 2019; discesa libera nel 2020)